# Tianjin Open 2019
Tianjin Open 2019 — жіночий професійний тенісний турнір, що проходив на кортах з твердим покриттям Tuanbo International Tennis Centre у Тяньдзіні (Китай). Проходив у рамках Туру WTA 2019. Відбувсь ушосте і тривав з 7 до 13 жовтня 2019 року.

## Очки і призові

### Нарахування очок
| Дисципліна       | П   | Ф   | ПФ  | ЧФ | 1/8 | 1/16 | Q   | Q3  | Q2  | Q1  |
| Одиночний розряд | 280 | 180 | 110 | 60 | 30  | 1    | 18  | 14  | 10  | 1   |
| Парний розряд    | 280 | 180 | 110 | 60 | 1   | Н/Д  | Н/Д | Н/Д | Н/Д | Н/Д |

### Призові гроші
| Дисципліна       | П        | Ф       | ПФ      | ЧФ     | 1/8    | 1/161  | Q3   | Q2   | Q1   |
| Одиночний розряд | $111,164 | $55,324 | $29,730 | $8,898 | $4,899 | $3,026 | $900 | $750 | $600 |
| Парний розряд *  | $17,724  | $9,222  | $4,950  | $2,623 | $1,383 | Н/Д    | Н/Д  | Н/Д  | Н/Д  |

1 Кваліфаєри отримують і призові гроші 1/16 фіналу

* на пару

## Учасниці основної сітки в одиночному розряді

### Сіяні
| Країна    | Гравчиня         | Рейтинг1 | Сіяна |
| --------- | ---------------- | -------- | ----- |
| США       | Софія Кенін      | 16       | 1     |
| КНР       | Ван Цян          | 20       | 2     |
| Україна   | Даяна Ястремська | 26       | 3     |
| Франція   | Каролін Гарсія   | 31       | 4     |
| КНР       | Ч Шуай           | 35       | 5     |
| Казахстан | Юлія Путінцева   | 37       | 6     |
| КНР       | Чжен Сайсай      | 39       | 7     |
| Польща    | Магда Лінетт     | 41       | 8     |

- 1 Рейтинг подано станом на 30 вересня 2019

### Інші учасниці
Нижче наведено учасниць, які отримали вайлдкард на участь в основній сітці: 
- Дуань Інін
- Саманта Стосур
- Ян Чжаосюань

Гравчиня, що потрапила в основну сітку завдяки захищеному рейтингові:
- Катерина Бондаренко

Нижче наведено гравчинь, які пробились в основну сітку через стадію кваліфікації:
- Курумі Нара
- Родіонова Аріна Іванівна
- Ван Сю
- Ю Сяоді

Учасниці, що потрапили в основну сітку як щасливі лузери:
- Ма Шуюе
- Wang Xinyu

### Знялись з турніру
До початку турніру
- Аманда Анісімова → її замінила  Катерина Бондаренко
- Вікторія Азаренко → її замінила  Дженніфер Брейді
- Сє Шувей → її замінила  Гезер Вотсон
- Софія Кенін → її замінила  Wang Xinyu
- Елісе Мертенс → її замінила  Крістіна Макгейл
- Гарбінє Мугуруса → її замінила  Анастасія Потапова
- Наомі Осака → її замінила  Ребекка Петерсон
- Алісон Ріск → її замінила  Чжу Лінь
- Арина Соболенко → її замінила  Астра Шарма
- Слоун Стівенс → її замінила  Крісті Ан
- Іга Швйонтек → її замінила  Лорен Девіс
- Ч Шуай → її замінила  Ма Шуюе

Під час турніру
- Курумі Нара (травма правого стегна)
- Wang Xinyu (травма поперекового відділу хребта)
- Чжен Сайсай (травма лівого м'яза живота)

## Учасниці основної сітки в парному розряді

### Сіяні
| Країна    | Гравчиня       | Країна | Гравчиня       | Рейтинг1 | Сіяна |
| --------- | -------------- | ------ | -------------- | -------- | ----- |
| США       | Ніколь Мелічар | КНР    | Сюй Їфань      | 26       | 1     |
| Австралія | Саманта Стосур | КНР    | Ч Шуай         | 30       | 2     |
| Хорватія  | Дарія Юрак     | США    | Дезіре Кравчик | 73       | 3     |
| КНР       | Дуань Інін     | КНР    | Пен Шуай       | 84       | 4     |

- 1 Рейтинг подано станом на 30 вересня 2019

### Інші учасниці
Нижче наведено пари, які отримали вайлдкард на участь в основній сітці:
- Ng Kwan-yau /  Чжен Сайсай

Наведені нижче пари отримали місце як заміна:
- Сюй Шилінь /  Ю Сяоді

### Знялись з турніру
До початку турніру
- Wang Xinyu (травма поперекового відділу хребта)
- Ч Шуай (травма правого ліктя)

Під час турніру
- Яніна Вікмаєр (травма правої ступні)

## Переможниці

### Одиночний розряд
- Ребекка Петерсон —  Гезер Вотсон, 6–4, 6–4

### Парний розряд
- Аояма Сюко /  Ена Сібахара —  Нао Хібіно /  Мію Като, 6–3, 7–5